# Случайное множество
Случайное множество — измеримое отображение {\displaystyle K} семейства элементарных исходов произвольного вероятностного пространства {\displaystyle (\Omega ,{\mathcal {A}},\mathbf {P} )} в некоторое пространство {\displaystyle {\mathcal {M}}}, элементами которого являются множества.
Существуют различные уточнения понятия. Случайное множество в зависимости от структуры множества значений. Так, если {\displaystyle {\mathcal {M}}} — топологическое пространство, то измеримость понимается в борелевском смысле. Наиболее распространёнными являются случаи:
- {\displaystyle {\mathcal {M}}={\mathcal {F}}} — топологическое пространство замкнутых множеств (некоторого топологического пространства {\displaystyle S}, называемого базовым), тогда случайное множество есть случайное замкнутое множество;
- {\displaystyle {\mathcal {M}}={\mathcal {O}}} — топологическое пространство открытых множеств, тогда С.м. есть случайное открытое множество;
- {\displaystyle {\mathcal {M}}={\mathcal {H}}} — топологическое пространство пар (внутренность множества, замыкание множества); здесь приходят к так называемым случайным физически различным множествам[1]
- {\displaystyle {\mathcal {M}}={\mathcal {K}}} — топологическое пространство компактных множеств, при этом получают случайное компактное множество;
- {\displaystyle {\mathcal {M}}={\rm {conv}}({\mathcal {K}})} — подпространство выпуклых элементов {\displaystyle {\mathcal {K}}}, при этом получают случайное выпуклое множество.

Для задания распределения случайного замкнутого множества используется сопровождающий функционал, в терминах которого удобно описывать многие свойства случайного множества. Теория случайных открытых, компактных и физически различимых множеств с помощью стандартных переформулировок получается из теории случайных замкнутых множеств.
Для решения некоторых задач достаточно использовать значения сопровождающего функционала на конечных множествах — так называемый точечный закон распределения случайного множества, который в общем случае не определяет однозначно распределение случайного множества. Существует, однако, класс сепарабельных случайных множеств, для которых точечный закон полностью задаёт распределение: это случайное множество {\displaystyle K} со свойством {\displaystyle K={\overline {K\cap D}}}, где {\displaystyle D} счётно и всюду плотно в {\displaystyle S}.
Важными частными классами случайного множества являются случайные безгранично делимые множества, случайные гауссовские множества, случайные изотропные множества, случайные полумарковские множества, случайные стационарные множества, случайные устойчивые множества.
Существуют и другие способы определения случайного множества, не требующие задания предварительной (базовой) топологии; важнейшие из них: способ Кендалла, основанный на понятии «ловушки»; метод сведения к случайным функциям (например, опорным функциям в случае выпуклости множеств); способ, использующий метрику Колмогорова-Хемминга (меру симметрической разности множеств). 
Наиболее развитыми разделами теории С.м. являются предельные теоремы для случайных множеств, а также различные определения и методы вычисления числовых характеристик и сет-характеристик распределений С.м. (Средние множества, Сет-среднее, Сет-медиана, Сет-ожидание и т. п.).